# Expérience de stabilité
 (octobre 2011).
Si vous disposez d'ouvrages ou d'articles de référence ou si vous connaissez des sites web de qualité traitant du thème abordé ici, merci de compléter l'article en donnant les références utiles à sa vérifiabilité et en les liant à la section « Notes et références ».

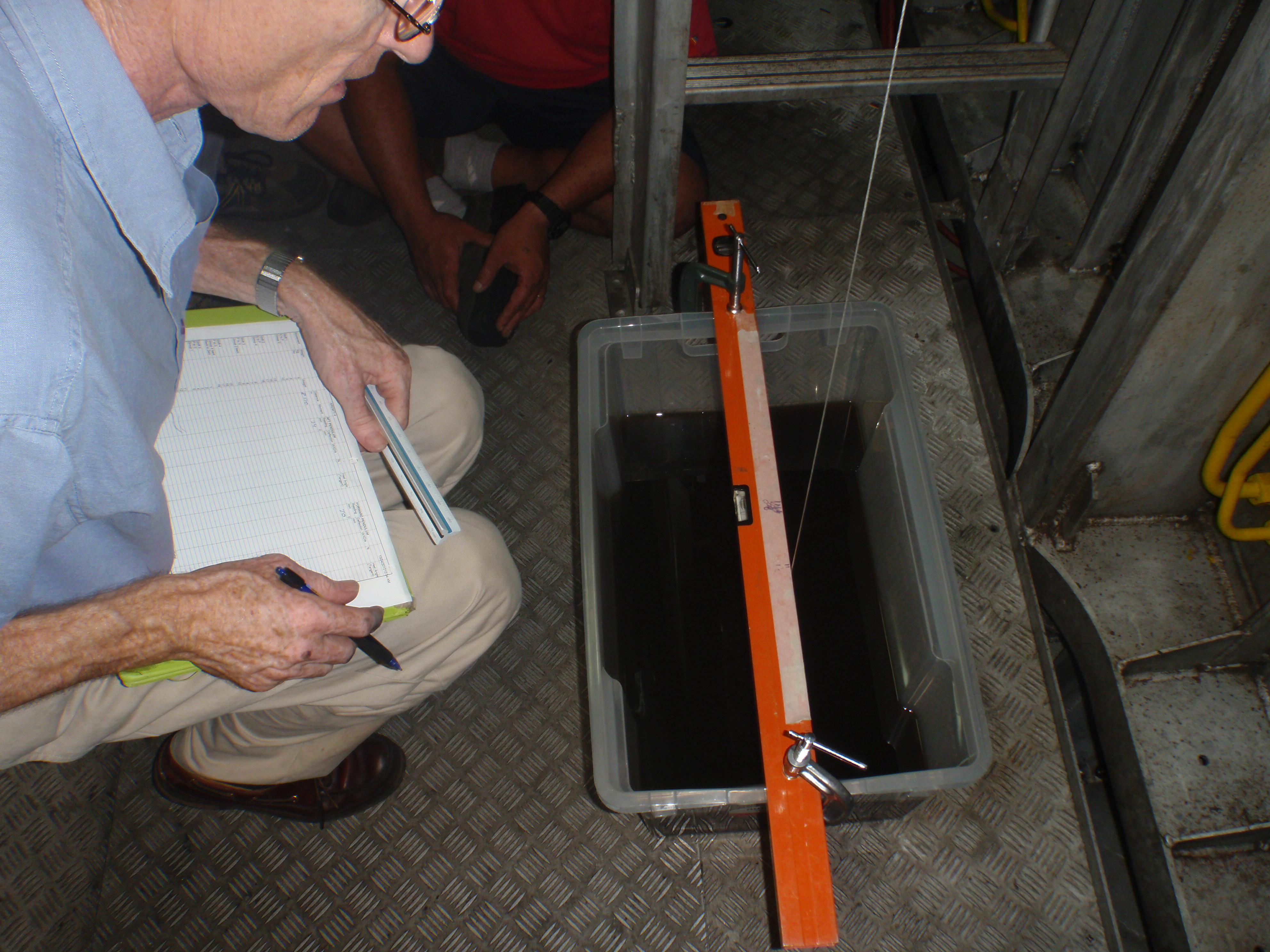
lecture du mouvement du pendule

Une expérience de stabilité est une procédure qui consiste à déplacer, généralement transversalement des lests ayant un poids connu et de mesurer les effets de ces déplacements de poids sur l'angle d'inclinaison du navire. À l'aide de ces mesures et avec des connaissances élémentaires en architecture navale, la position du centre de gravité du navire peut être obtenue.
Une expérience de stabilité est réalisée :
- à la construction de navire
- lorsque des travaux affectant la stabilité ont été réalisés
- lorsque la pesée hydrostatique indique une variation du poids du navire de 1 à 2 % selon la taille du navire.
- lorsque le centre de gravité longitudinal accuse une variation de plus de 0,5 %[3].

## Moyens mis en œuvre

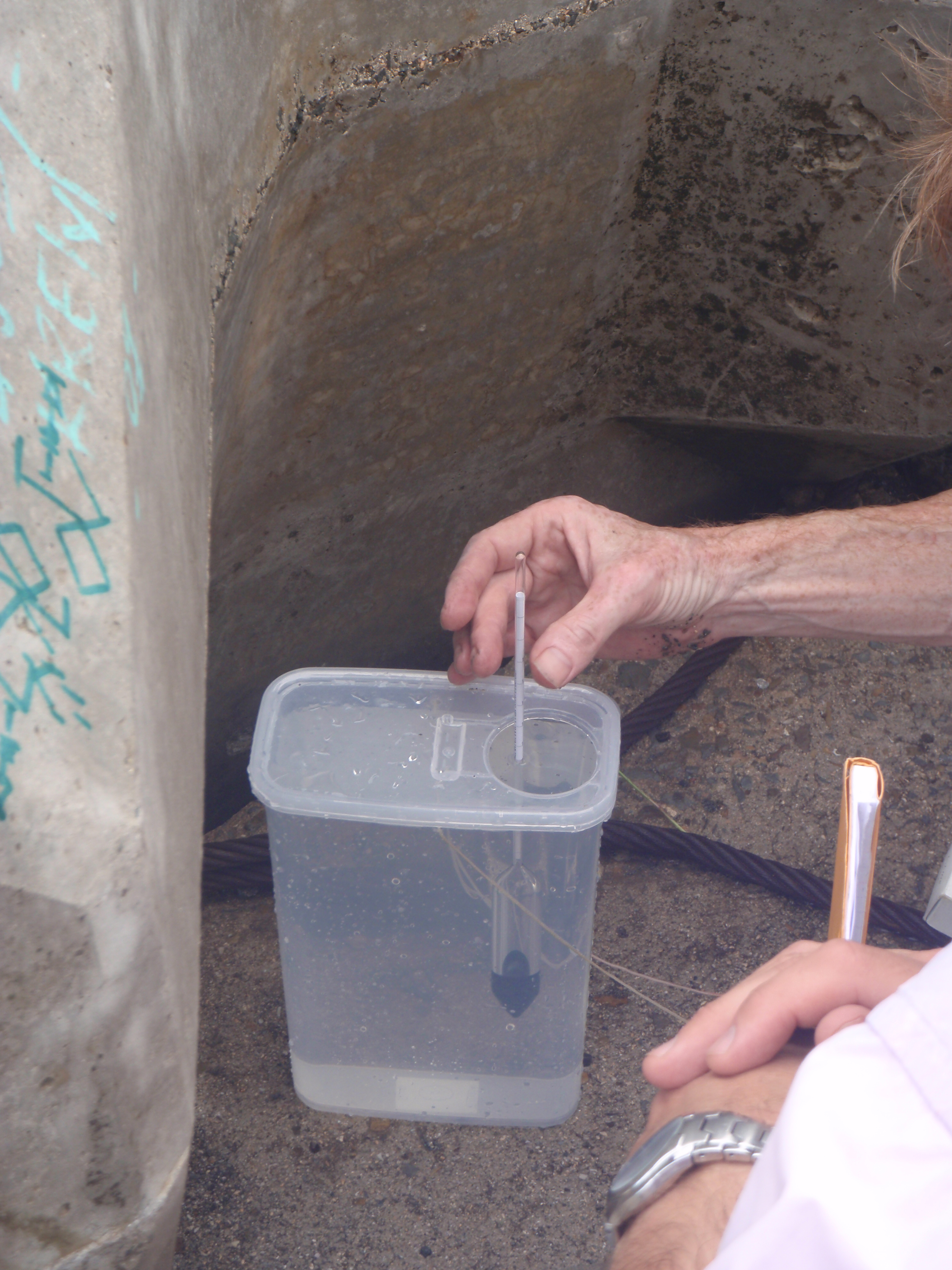
Lecture de la densité d'un échantillon d'eau

- L'élément principal est le pendule, il s'agit d'un plomb suspendu par un fil, ce fil est fixé sur un point fixe du navire, le plomb est partiellement immergé dans un liquide ayant une viscosité suffisante, ceci afin de limiter les mouvements intempestifs du pendule. Un minimum de deux pendules est nécessaire, à l'avant et à l'arrière du navire, afin de recouper les données.
- 4 poids (ou ensembles de poids) sont nécessaires, ils doivent avoir une masse connue, être identifiés par des numéros, et avoir une masse significativement identique. Un moyen de déplacer les poids transversalement (grue, chariot élévateur, transpalette...) doit être disponible pour effectuer les mouvements. Le total des poids utilisés doit permettre d'obtenir un angle d'inclinaison minimum de 1° et un maximum de 4°.
- Un densimètre permet de mesurer la densité d'un échantillon d'eau prélevé sur le lieu de l'opération, cette donnée est essentielle car elle permet de calculer la masse du volume déplacé et donc le poids du navire, les échantillons doivent être prélevés au niveau des tirants d'eau arrière, avant et milieu, à une profondeur suffisante pour ne pas être affectés par les variations de densité des eaux de surface.

## Conditions de réalisation
- Le navire devra être aussi complet que possible, équipé de son matériel de sécurité et de navigation. Les outils, pièces détachées, bidons d'appoints, documents de bord, effets personnels, seront débarqués.
- Les objets mobiles tels que grue ou autres devront être saisis.
- Les éléments manquants ne devraient pas excéder 2 %, les objets en surplus 4 % du déplacement du navire[4].
- Les eaux de cales et autres liquides stagnants devraient être évacués.
- Les moteurs et éléments hydrauliques devraient être remplis à leur niveau normal de fonctionnement.
- Les personnes présentes à bord devraient être uniquement celles nécessaires à l'opération.
- Les réservoirs devraient être vides ou pleins de préférence, un nombre minimum de réservoirs devra contenir du liquide.
- Les aussières devront être lâches afin de ne pas entraver la prise de gîte du navire lors des mouvements de poids.
- Un plan d'eau calme et abrité est nécessaire pour limiter l'influence des conditions météorologiques (vent, houle, clapot) afin d'obtenir la plus grande précision possible lors des mesures d'angle d'inclinaison et de tirants d'eau.
- Le navire devra être d'assiette neutre, une gîte initiale de 0,5° maximum est tolérée.